# Matveevka
Matveevka (in russo Матвеевка?) è un villaggio della Russia europea sudorientale, situato nell'oblast' di Orenburg; è il centro amministrativo del rajon Matveeskij.
Si trova sulla riva sinistra del fiume Sadak (affluente della Dëma), 280 km a nord-ovest della città di Orenburg.